# Tōkei-ji

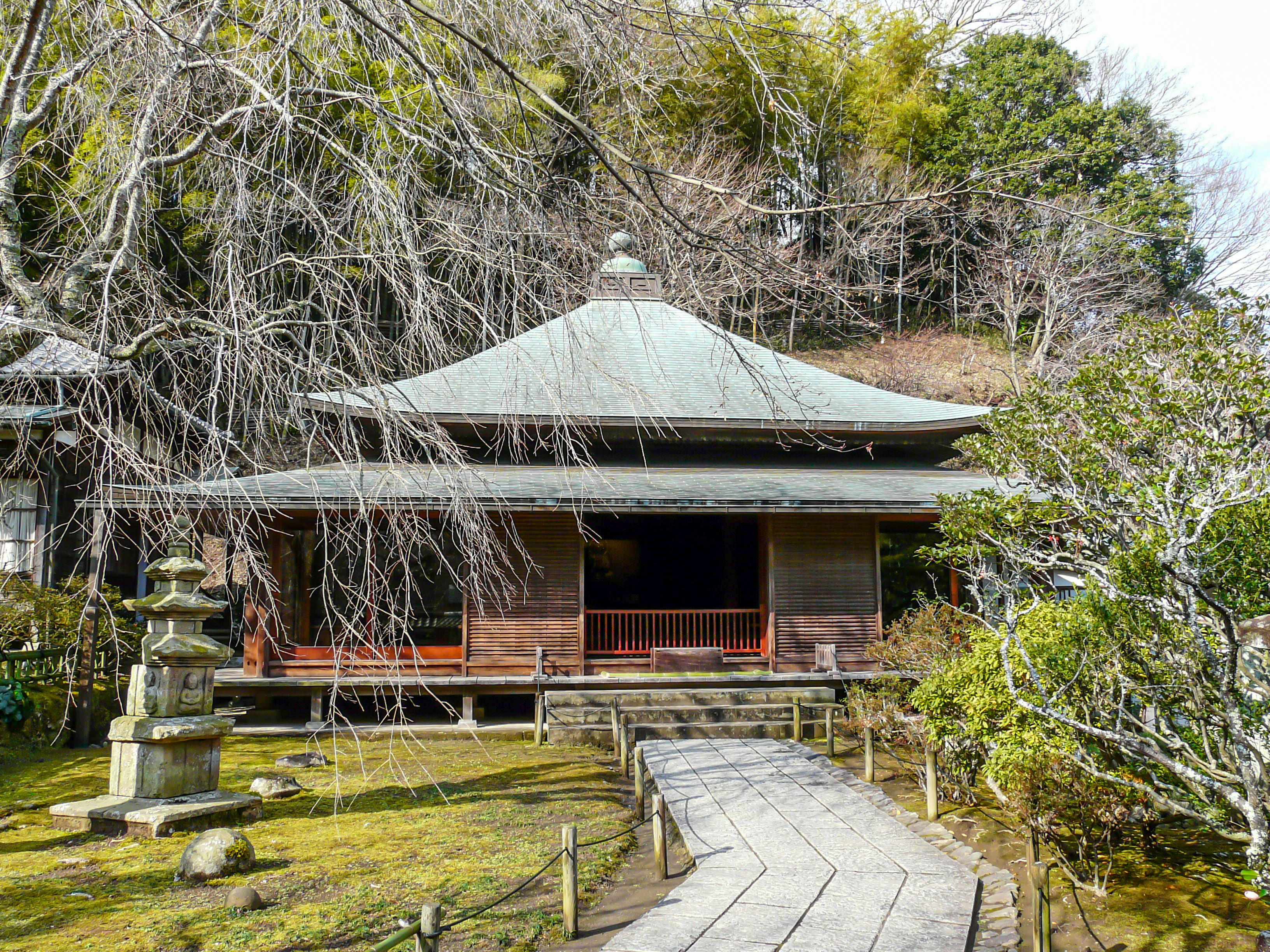
Haupthalle des Tōkei-ji

Der Tōkei-ji (jap. 東慶寺) ist ein buddhistischer Tempel im Viertel Yama-no-uchi (山ノ内) der japanischen Stadt Kamakura (Präfektur Kanagawa), unweit vom Bahnhof Kita-Kamakura.
Er gehört seit der Meiji-Zeit zum Engaku-ji-Zweig der Rinzai-shū. Bis dahin war Tōkei-ji insbesondere als Kloster für Bhikkhuni (Nonnen) bekannt; als Kakekomi-dera (駆け込み寺; Tempel, in denen Frauen Zuflucht suchen konnten) bzw. Enkiri-dera (縁切り寺; Tempel, in denen Frauen von sich aus eine Scheidung von ihrem Ehemann anstrengen konnten, ein Prozess, der zwei bzw. drei Jahre dauern konnte) genoss das Kloster den Schutz des Bakufu: Das Tempel-Gelände war in der Edo-Zeit extraterritorial und unterlag nicht der Jurisdiktion der lokalen Regierung. Männer durften das Gelände nur zur Gelegenheit des O-Bon betreten.
Neben dem Mantoku-ji im heutigen Ōta (Gunma) war der Tōkei-ji die einzige Einrichtung dieser Art in Japan.

## Geschichte
Der Tōkei-ji wurde eigenen Aufzeichnungen zufolge im Jahr 1285 von Hōjō Sadatoki (北条貞時; 1272–1311), neunter Shikken und Sohn von Hōjō Tokimune (1251–1284), begründet. Erste Vorsteherin wurde Kakusan Shidō (覚山志道; 1252–1306), Ehefrau von Tokimune, mit buddhistischem Namen Kakusan-ni (覚山尼; etwa „Ordensschwester Kakusan“).
Eine alternative Theorie behauptet die tatsächliche Gründung des Tempels zu einem früheren Zeitpunkt durch Mino no Tsubone (美濃局), einer Tante Minamoto no Yoritomos (1147–99).
Das Amt der Vorsteherin hatten in der Geschichte des Klosters mitunter Frauen aus den höchsten Schichten der Gesellschaft inne, so zum Beispiel die fünfte Vorsteherin, Yodo-ni (用堂尼; ?–1396), eine Tochter des Go-Daigo-tennō (1288–1339), die das Kloster als Nonne betrat, nachdem ihr älterer Bruder, Morinaga-shinnō (護良親王, auch Moriyoshi-shinnō; 1308–35), von Ashikaga Tadayoshi (1306–52) getötet worden war. Unter Yodo-ni wurde das Kloster auch bekannt unter dem Namen Matsugaoka Gosho (松ヶ岡 御所; nach der Kun-Lesung des Bergnamens (山号, sangō) des Tempels (松岡山, Shōkōzan in der On-Lesung) und der Bezeichnung für den kaiserlichen Tempel (御所, gosho)).
Die 20. Vorsteherin war Tenshu-ni (天秀尼; 1609–45), eine Tochter Toyotomi Hideyoris (豊臣 秀頼; 1593–1615), die ins Kloster ging, nachdem ihre vorherige Heimat, Ōsaka-jō, 1615 durch Tokugawa Ieyasu (1542–1616) zerstört worden war, ihr Vater Seppuku begehen musste und ihr Bruder enthauptet worden war. Tenshu-ni war angeblich verschont worden, da sie weiblich und ihre Adoptivmutter, Sen-hime (千姫; 1597–1666), als Tochter Tokugawa Hidetadas (1579–1632) Ieyasus Enkelin war. Ieyasu begründete das Patronat des Tōkei-jis durch das Tokugawa-Bakufu, unter dem das Kloster während der Edo-Zeit florierte.
Das Ende der Edo-Zeit bedeutete auch das Ende für den Sonderstatus des Tōkei-ji. Die neue Meiji-Regierung hob die vom Tokugawa-Bakufu garantierten Sonderrechte des Tōkei-ji im Juli 1871 auf. Im Mai 1873 wurde den japanischen Frauen im neuen Zivilrecht eingeräumt, selbst eine Scheidung zu verlangen, Scheidungen wurden zu einer rein säkularen Angelegenheit erklärt. Diese Ereignisse begründeten den baldigen Niedergang des Tōkei-ji, gegen Ende lebten dort kaum noch Nonnen. 1902 wurde das Kloster unter die Jurisdiktion des nahegelegenen Engaku-ji gestellt.
Als erster Mann nach über 600 Jahren übernahm der Mönch Furukawa Gyōdō (古川 尭道; 1872–1961), vorher Vorsteher am Engaku-ji, im Jahr 1903 die Vorsteherschaft am Tōkei-ji. Unter seinem Nachfolger, Shaku Sōen (釈 宗演; 1860–1919), wurde das ehemalige Nonnenkloster schließlich zu einem normalen Zen-Tempel für beide Geschlechter.

## Architektur
Die Haupthalle (太平殿, Taihei-den) ist im Baustil hōgyō-zukuri (宝形造 oder 方形造) gehalten. Sie beherbergt eine Statue von Shaka Nyorai als Go-Honzon sowie zu deren Seiten Statuen von Kakusan-ni und Yodo-ni.
In der Kannon-Halle namens Suigetsu-dō (水月堂) sind Statuen von Suigetsu Kannon (水月観音) und Shōtoku Taishi (574–622), diese sind aber nur sehr selten öffentlich zugänglich.
In der nahegelegenen Schatz-Halle namens Matsugaoka-hōzō (松ヶ岡宝蔵) sind mehrere kulturelle Artefakte ausgestellt, darunter alte Scheidungsdokumente, eine 135 Zentimeter große, hölzerne Statue von Shō Kannon (聖観音) mit domon (土文) genannten Verzierungen aus Ton aus der späten Kamakura-Zeit, die ursprünglich Go-Honzon des Klosters Taihei-ji (太平寺) gewesen war, bis dieses 1556 wegen kriegerischer Auseinandersetzungen schließen musste.
Weitere Artefakte zeigen besondere Lackmalereien (蒔絵, maki-e), dazu zählen das Hatsune Maki-e Hitorimo (初音蒔絵火取母), ein kürbisförmiges Räuchergefäß aus der Muromachi-Zeit und das Budo Maki-e Seibei-bako (葡萄蒔絵聖餅箱), eine jesuitische, zylindrische Hostienschachtel.
Besondere Popularität hat der Friedhof (墓苑, fukubo) des Tempels erhalten, auf dem sich gerade im letzten Jahrhundert zahlreiche japanische Persönlichkeiten haben begraben lassen. Nachfolgend eine kurze Auswahl der berühmtesten unter ihnen:
| Name                   | Name (jap.)               | Lebensdaten | Beschreibung |
| ---------------------- | ------------------------- | ----------- | --- |
| Watsuji Tetsurō        | 和辻 哲郎                 | 1889–1960   | Moralphilosoph und Kulturhistoriker                                                                               |
| Iwanami Shigeo         | 岩波 茂雄                 | 1881–1946   | Gründer des Verlagshauses Iwanami Shoten                                                                          |
| Nishida Kitarō         | 西田 幾多郎               | 1870–1945   | Philosoph und geistiger Vater der sogenannten Kyōto-Schule                                                        |
| Abe Yoshishige         | 安倍 能成                 | 1883–1966   | Literaturwissenschaftler und japanischer Bildungsminister im Kabinett Shidehara                                   |
| Ataka Yakichi          | 安宅 弥吉                 | 1873–1949   | Unternehmer und Präsident der Ōsaka Kammer für Kommerz und Industrie                                              |
| Daisetz Teitaro Suzuki | 鈴木 大拙 Suzuki Daisetsu | 1870–1966   | Pionier in der Verbreitung des Zen-Buddhismus außerhalb Japans.                                                   |
| Takami Jun             | 高見 順                   | 1907–1965   | Schriftsteller |
| Ōta Mizuho             | 太田 水穂                 | 1876–1955   | Dichter und Literaturwissenschaftler                                                                              |
| Maeda Seison           | 前田 青邨                 | 1885–1977   | Nihonga-Maler |
| Saigusa Hiroto         | 三枝 博音                 | 1892–1963   | marxistischer Philosoph und Technikhistoriker                                                                     |
| Tamura Toshiko         | 田村 俊子                 | 1884–1945   | feministische Schriftstellerin                                                                                    |
| Kawada Jun             | 川田 順                   | 1882–1966   | Unternehmer und Tanka-Dichter                                                                                     |
| Daimatsu Hirobumi      | 大松 博文                 | 1921–1978   | Politiker und Volleyballtrainer der japanischen Damennationalmannschaft während der Olympischen Sommerspiele 1964 |
| Nakagawa Zennosuke     | 中川 善之助               | 1897–1975   | Rechtswissenschaftler und Präsident der Kanazawa-Universität                                                      |
| Kobayashi Hideo        | 小林 秀雄                 | 1902–1983   | Literaturkritiker                                                                                                 |
| Oda Mikio              | 織田 幹雄                 | 1905–1998   | Leichtathlet und Olympiasieger                                                                                    |